# Wahlenbergia multicaulis
Wahlenbergia multicaulis là loài thực vật có hoa trong họ Hoa chuông. Loài này được Benth. miêu tả khoa học đầu tiên năm 1837.